# Sam Kinison
Samuel Burl (Sam) Kinison (Yakima, 8 december 1953 – Needles (Californië), 10 april 1992) was een Amerikaans stand-upcomedian en acteur. Hij bediende zich van sarcastische tot cynische humor die hij luidruchtig tot uiting bracht. Kinison kwam op 38-jarige leeftijd om het leven bij een auto-ongeluk.

## Biografisch
Kinisons vader was een predikant voor de pinksterbeweging, wat zijn sporen naliet op de optredens van zijn zoon. Deze klom na zelf ook een tijd gepredikt te hebben op de podia van comedyclubs en gebruikte het ritme van het preken ook voor zijn komische acts. Dat uitte zich zowel in het steeds sneller opzwepende praten tijdens, als een steeds hoger volume gaandeweg de opbouw van zijn optredens.
David Letterman kondigde Kinison op 14 november 1985 aan toen deze voor het eerst in de David Letterman Show verscheen als "one of the strangest and most original comedians working today. Brace yourselves. I'm not kidding" ("een van de vreemdste en origineelste komieken van nu. Hou jullie vast. Ik maak geen grap."). Kinison vroeg vervolgens aan een man in het publiek of hij weleens getrouwd was geweest, waarop die ontkennend antwoordde. De komiek meldde hem daarop dat hijzelf drie keer getrouwd was geweest en dat de man zijn volgende gezicht moest onthouden als hij ooit wilde gaan trouwen, waarop Kinison van afschuw begon te schreeuwen. Die schreeuw zou een van de typerende kenmerken blijken van Kinisons carrière als komiek.
Kinison verscheen behalve op podia geregeld in bijrollen in zowel films als televisieseries. Zo speelde hij in de film Back to School met Rodney Dangerfield en verscheen hij als een geest aan Al Bundy in een bewerking van de televisieserie Married... with Children op A Christmas Carol.

## Auto-ongeluk
Kinison kwam voortijdig aan zijn einde toen hij samen met zijn vrouw Malika Souiri op de autosnelweg reed en botste tegen een pick-uptruck met achter het stuur een 17-jarige jongen onder invloed van alcohol. Uit onderzoek bleek dat Kinison zelf zowel sedativa als cocaïne in zijn bloed had. Souiri overleefde het ongeluk.
- Gemeinsame Normdatei: 119218631
- International Standard Name Identifier: 0000 0000 2706 9164
- Library of Congress Control Number: n86025754
- MusicBrainz: babd713f-fbe2-4706-868d-3cb8e6d4bcb9
- Virtual International Authority File: 50700585
- WorldCat: E39PBJjCMgJj34tRr4qBRWWhpP